# Płaskodziobek kubański
Płaskodziobek kubański (Todus multicolor) – gatunek małego, kolorowego ptaka z rodziny płaskodziobków (Todidae) w rzędzie kraskowych. Zamieszkuje puszcze i zalesione góry Kuby, większe wyspy u jej północnych wybrzeży oraz Isla de la Juventud położoną na południe od Kuby. Nie wyróżnia się podgatunków. Należy do mało płochliwych ptaków, pozwalających się z bliska obserwować.

## Morfologia
Wygląd
Ma jaskrawozielony grzbiet i górną stronę skrzydeł oraz jasnoczerwoną plamkę na gardle. Jego nogi przypominają nogi zimorodka. Przednie trzy palce są u nasady częściowo zrośnięte, pokryte zrogowaciałymi płytkami.
Rozmiary
- długość ciała: 10–11 cm[6]
- masa ciała: 4,3–8,5 g[6]

## Głos
Ostry świergot: „czyrek-czyrek”

## Tryb życia
Płaskodziobki kubańskie są często niedostrzegane przez ludzi z powodu swoich małych rozmiarów. Występują w dżunglach i zalesionych górach Kuby i okolicznych wysp. Ptaki te większość dnia spędzają na cienkich gałązkach z dziobem uniesionym ku górze. W ten sposób wypatrują pożywienia. 
Wszystkie płaskodziobki wydają z siebie ostry krzyk. Można również usłyszeć ich głośny świst, wydobywający się ze specjalnie uformowanych lotek. Wykorzystują go przede wszystkim podczas zalotów. Te kolorowe ptaki żyją parami. Każda para ma małe terytorium, którego samiec broni przed intruzami.

## Pożywienie
Przysmakiem płaskodziobków są owady latające, takie jak pszczoły, osy, ważki, chrząszcze lub motyle. Nie gardzą również młodymi jaszczurkami lub innymi małymi kręgowcami. Ptaki te potrafią unosić się nad drzewami i zbierać owady siedzące na liściach, a także polować z ziemi. Kiedy złapią owada ze zbyt wielkimi skrzydłami, na przykład motyla, stukają nim kilkakrotnie o gałąź, by oderwać skrzydła, a następnie zjadają resztę. Płaskodziobki siadują na gałęziach i cienkich roślinach, gdzie wyczekują, aż przeleci obok ofiara, którą łapią swym długim dziobem. Dzięki obecności ząbków na czubku dzioba ptaki umieją rozbijać chitynowy pancerzyk owadów. Po każdym ataku płaskodziobki wracają na gałąź, gdzie zjadają zdobycz.

## Rozmnażanie
Na początku okresu godowego ptaki wygrzebują niewielką norę, na głębokości 30–45 cm, najczęściej na brzegu rzeki, czasem też w nasypach drogowych. Przy jej wykonywaniu biorą udział zarówno samiec, jak i samica. Cała budowla ma postać trzydziestocentymetrowego tunelu, zakończonego kulistą komorą gniazdową wielkości pięści. Wejście do nory ma taką wielkość, by mógł się przez nie przecisnąć dorosły ptak. Raz w roku samica składa w komorze 2–4 białe jaja, które wysiadują oboje rodzice. Po 20 dniach wykluwają się różowawe, ślepe i nieopierzone młode. Rodzice karmią je owadami, w ciągu dnia nawet 140 razy. Po tygodniu pisklęta otwierają oczy. Po trzech tygodniach są zdolne do lotu, ale nie potrafią same zdobywać pożywienia, dlatego pozostają uzależnione od rodziców. Młode płaskodziobki nie mają jeszcze typowej czerwonej plamy na gardle.

## Status
Międzynarodowa Unia Ochrony Przyrody (IUCN) uznaje płaskodziobka kubańskiego za gatunek najmniejszej troski (LC – Least Concern). Liczebność światowej populacji nie została oszacowana, ale ptak ten opisywany jest jako pospolity. Trend liczebności populacji uznawany jest za lokalnie spadkowy ze względu na rozpylanie pestycydów z powietrza w celu zwalczania populacji komarów i muchówek.